# مخلوف صعده (روستا)
 مخلوف صعده  (در عربی:  مخلوف صَعده )
نام روستایی است در دهستان المَذاب از توابع استان صَعده در کشور یمن در شبه جزیره عربستان.

## جمعیت
جمعیت آن (۷۰ ) نفر (۷ خانوار) می‌باشد.